# Mon curé chez les nudistes
Série Mon curé
Mon curé champion du régiment
(1956) Mon curé chez les Thaïlandaises
(1983)
Pour plus de détails, voir Fiche technique et Distribution.
Mon curé chez les nudistes est une comédie française de Robert Thomas, sortie le 28 juillet 1982.
Ce film fait partie de la série des « Mon curé ». Ce personnage prend ses origines dans les romans de Clément Vautel : Mon curé chez les pauvres et Mon curé chez les riches. Il est adapté d’abord au théâtre. Puis, au cinéma, les œuvres dans lesquels il apparaît passent progressivement des simples comédies aux films considérés comme nanars.

## Synopsis
Un curé de campagne réalise l'exploit de faire salle comble à la messe dominicale tous les dimanches. Intrigué, l'évêque diligente un enquêteur afin de comprendre la raison de ce mystérieux succès. Un dimanche, ce dernier vient au village où exerce le curé, le trouve vide hormis la préposée à la station-service qui a été tirée au sort. Il ouvre délicatement la porte de l'église et assiste à l'assemblée de fidèles en prise au fou rire. Le curé est en effet en train de leur mimer les animaux que Noé a embarqués sur son arche.
Voulant profiter de l'efficacité du curé, l'évêque le convoque et lui donne mission d'aller évangéliser le camp de naturistes du Veau d'Or situé dans le secteur.
Le curé est accepté dans le camp, mais comme il n'ose se mettre nu, on l'affuble provisoirement d'une salopette rose sur laquelle il est indiqué « En rodage ». S'ensuivent plusieurs péripéties jusqu'à ce que le curé tombe par hasard sur un voleur introduit dans le camp qui voulait profiter d'une fête au cours de laquelle tous les campeurs doivent déposer leurs bijoux au coffre, pour cambrioler le dit coffre. Le curé parvient à faire arrêter le voleur et sa complice qui tenait la buvette du camp. 
Par conséquent, le curé aura l'autorisation de marier dans le camp un jeune couple dont la femme est la fille d'un irréductible anti-nudiste.

## Fiche technique
- Titre : Mon curé chez les nudistes
- Réalisation : Robert Thomas, assisté d'Alain Nauroy
- Scénario : Robert Thomas
- Directeur de la photographie : Claude Becognée
- Costumière : Sylviane Combes
- Chef décorateur : Jean-Benoît Patris
- Chef monteur : Jacqueline Thiédot
- Musique : Romuald
- Directeur de production : Victor Béniard
- Date de sortie : 28 juillet 1982
- Origine :  France
- Genre : comédie
- Durée : 90 minutes
- Tout public
- Distribution : Les films Jacques Leitienne

## Distribution
- Paul Préboist : Le curé Daniel
- Georges Descrières : L'évêque
- Katia Tchenko : Gladys du Figaro
- Henri Génès : Le curé Truffard
- Philippe Nicaud : Léon
- Jean-Marc Thibault : Antoine
- Cathy Esposito : Jeannette, la fille de Léon
- Brigitte Auber : Charlotte, la femme d'Antoine
- Sophie Boudet : Miquette la barmaid
- Marc de Jonge : Oscar, le coiffeur
- Max Élisée : Banania, le barman
- Pétronille Moss : Sophie
- Ramiro Olivera : Alex
- Françoise Engel : La comtesse Olga
- Laurent Devergne : Lolosteo le menteur

## Production

### Tournage
Les scènes du début de ce film furent tournées dans le village de Ronquerolles (notamment à l'église Saint-Georges de Ronquerolles),.

### Suite
Une fausse suite est tournée l'année suivante, Mon curé chez les Thaïlandaises.

## Accueil

### Critique et box-office
Ce film, qualifié de navet par les Cahiers du cinéma, a tout de même fait 1 173 770 entrées, ce qui le place à la 35e place du box-office de l'année 1982.[réf. nécessaire]